# 백용성
백용성(白龍城, 1864년 5월 8일 ~ 1940년 2월 24일)은 대한민국 일제강점기의 승려이자 독립운동가이다. 
본명은 백상규(白相奎)이며 용성은 법호이다. 법명은 진종(震鍾)이다. 법호와 법명을 합쳐서 용성진종(龍城震鍾)이라고도 부른다. 

## 생애
전라도 장수군 번암면에서 출생하여 한때 전라도 남원군 송동면에서 잠시 유아기를 보냈다. 16세에 가야산 해인사에서 출가하여 불문에 입문했고 선종과 교종을 함께 공부하였다. 전국의 사찰을 돌며 심신을 수련하였고 '깨달은 스님'으로 알려졌다. 3·1운동 때 민족 대표 33인의 한 사람으로 독립선언서에 서명하였다. 징역 1년6개월형을 선고받고 복역했다. 백용성은 불교를 발전시키려면 농사도 지어야 한다고 주장하여 함양에 화원과 과수원을 만들었으며, 북간도에도 농장을 만들었다. 저서로는 《수심론》, 《어록》 등이 있다.1940년“사자(獅者)뱃속에 충이 생겨 사자가 쓰러지게 되었다”면서 자신이 곧 열반에 들 것을 예고했다.

## 독립운동

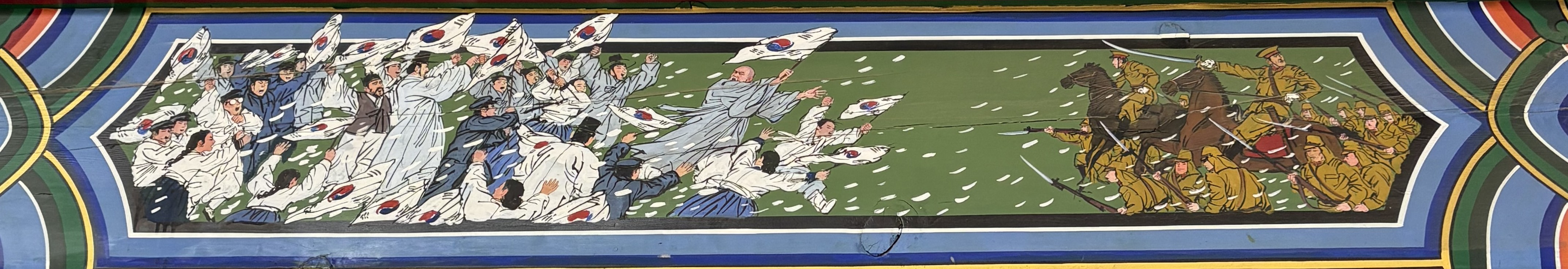
대각사 일주문 단청에 그려진 용성진종(한가운데). 3.1운동 당시 민중을 이끄는 모습을 표현한 것이다.

1919년 2월 27일에는 한용운으로부터 3·1운동의 계획을 전해듣고, 이에 찬동하여 자신의 인장을 한용운에게 위탁하여 불교측의 민족대표로서 서명 · 날인하게 함으로써 민족대표 33인 불교계 대표로 참가했다. 당시 불교 대표는 2인으로서 백용성과 한용운이다. 백용성은 한용운의 사형이었고, 한용운은 독립운동에 사형인 백용성을 끌어들이려고 노력했다. 님의 침묵의 님은 부처님이라는 뜻인데, 일설에는 독립운동에 참여해 달라는 간청에는 침묵한 채, 참선만 하고 앉아 있는 사형에 대해 쓴 것이라고도 한다. 그무렵, 천도교와 기독교 사이에 반목이 일어나자 자기 몫을 고집하지 않는 無我(무아)의 사상으로 3·1운동 민족대표 33人(인)을 결속시키는데 앞장섰다. 3·1 운동 당시 태극기를 흔들 것을 제안하였다. 이 사건으로 징역 1년 6개월형을 선고 받고 복역했다. 3·1 운동 이후에도 불상, 불교에 관련된 유물을 가장해 상해임시정부로 꾸준히 독립운동자금을 보낸 일화는 유명하다.
1930년 대각사에서 윤봉길 의사에게 3귀 5계를 주어 불자로 삼았다.
1938년 중국으로 건너가 장제스(蔣介石), 장쉐량(張學良), 마오쩌둥(毛澤東)을 차례로 만나 대한의사군 무장진격작전을 피력, 지원을 요청했다. 귀국하여 대한의사군을 모집하던 중 안모라는 일제 밀정에 의해 계획이 들통나 북간도에 마련했던 독립군의 거소가 완전 파괴됨으로써 21만명의 조·중 무장진격전이 무산되고 말았다.

## 불교정화사업
불교계에서는 조선 후기의 불맥인 지안 조사가 135년 만에 용성 스님으로 환생하였다고도 한다.
출옥 후 불교종단의 정화를 위하여 노력하였으며 1920년대에는 일제가 사회 문화 전반에 왜색을 도입하면서 불교에서도 대처승을 인정하는 정책을 펴자 자신이 세운 대각사(大覺寺)를 중심으로 왜색불교 추방 운동에 앞장섰다. 
감옥에서 한글 성경을 가지고 있던 목사들을 보고 충격을 받아 1921년 한국 불교 사상 처음으로 한글판 금강경을 출간했다.
1924년 잡지 《불일(佛日)》을 박한영과 함께 창간했고, 1926년에는 조선총독부에 승려의 결혼과 육식을 금지할 것을 요청하는 건백서를 두 차례 제출했다. 대처승(帶妻僧)을 인정하는 일본정부 내무대신(日本政府內務大臣) 앞으로 건의서를 제출하기도 하였다.
1928년 '조선글 화엄경'을 펴냈다. 당시의 언론은 '세종대왕도 못했던 일'이라고 하였다.
사원 경제의 자립을 위해 1929년 경상남도 함양에 자급형 농장인 화과원(華果院)을 설립하고 선농불교(禪農佛敎) 운동을 펼쳤으며, 여기서 나온 수익금을 해외 독립운동 단체에 보내기도 했다. 《화엄경》 등 경전의 한글화 작업과 일요 어린이 법회 개설, 거리 포교 및 찬불가 도입 등으로 불교 대중화와 포교 방법의 근대화를 위해 노력했다. 양복을 입고 금광도 개발하는 등, 절의 경제적 자립을 위해 크게 힘썼다.

## 사후
- 대한민국 정부는 그의 공헌을 기려 1962년 건국훈장 대통령장을 추서하였다.
- 1990년 은관 문화훈장이 추서되었다.

## 10가지 유훈
용성 스님은 열반 직전 맏상좌인 동헌 스님에게 유훈 10가지를 남겼다:
- 가야, 고구려, 백제, 신라 등 한국에 불교가 처음으로 전래된 삼국시대 초전법륜지 성지화
- 신라 성지인 금오산과 낭산, 경주 천룡사지 등 국내성지를 가꿀 것
- 석가모니 부처님의 탄생지인 룸비니원, 성도지인 보드가야 보리수원, 최초 설법지인 바라나시 녹야원 등 불교 5대 성지를 가꿀 것[6]
- 100만 권의 경전 번역과 배포[2]
- 100만 명 이상에게 천주교의 세례와 같은 계를 줄 것

## 관련 문화재
- 백용성 역 조선글화엄경 - 등록문화재 제629호
- 백용성 역 선한역 대방광불화엄경 원고 - 등록문화재 제630호
- 백용성 역 신역대장경(금강마하반야바라밀경) - 등록문화재 제631호
- 백용성 역 조선어능엄경 - 등록문화재 제632호
- 함양 백룡성선사 화과원 유허지 - 경상남도의 기념물 제229호

## 참고자료
- 대한민국 국가보훈처, 이 달의 독립 운동가 상세자료 - 백용성 보관됨 2016-03-05 - 웨이백 머신, 1998년
- 대각사상연구원, 용성선사의 생애
- 용성 선사 뜻 잇는 죽림정사 개원 한겨레 2007-10-08
- 염화실의 향기 (18) 전북 장수 죽림정사 조실 도문스님 경향신문 2007-10-05
- 법륜 스님 "평화운동과 불교 대중화 다르지 않아" 세계일보 2007-07-31
- <사람들> 죽림정사 주지 취임 법륜스님 연합뉴스 2007-07-31
- 용성 스님, 3·1운동때 태극기 처음 제안 불경 한글화도 중앙일보 2007-10-04
- 만해가 어머니라면 용성 조사는 아버지[깨진 링크(과거 내용 찾기)] 내일신문 2009-03-02

## 같이 보기
- 독립유공자로 대통령장을 수여받은 사람
- 수자타 아카데미
- 민족대표 33인
- 민족대표 49인
- 한용운
- 이춘성
- 만공 월면